# Олью-д’Агуа-дас-Флорис
Олью-д’Агуа-дас-Флорис (порт. Olho d'Água das Flores) — муниципалитет в Бразилии, входит в штат Алагоас. Составная часть мезорегиона Сертан штата Алагоас. Входит в экономико-статистический микрорегион Баталья. Население составляет 19 417 человек на 2000 год. Занимает площадь 183,5 км². Плотность населения — 105,81 чел./км².

## Статистика
- Валовой внутренний продукт на 2000 год составляет 20,07 реалов (данные: Бразильский институт географии и статистики).
- Валовой внутренний продукт на душу населения на 2000 год составляет 1497,23 реалов (данные: Бразильский институт географии и статистики).

## География
Климат местности: умеренный.